# Sinal de Murphy
Na medicina, o  sinal de Murphy' é um sinal médico presente no exame físico de um paciente. É indicativo de colecistite, quando o paciente suspende a inspiração por dor à compressão do rebordo costal direito(local onde se encontra a vesícula biliar)
O método para pesquisar a presença do sinal é o seguinte: o examinador, à direita do paciente em decúbito dorsal, traça uma linha imaginária da Espinha Ilíaca Ântero-Superior Esquerda até o Rebordo Costal Direito que passe pelo umbigo, encontrando o ponto de cruzamento com a Linha Hemiclavicular Direita; coloca sua mão esquerda de modo que o polegar se insinue sob o rebordo costal direito ao nível da borda interna do músculo reto anterior - sobre o ponto imaginário anteriormente descrito, enquanto a face palmar da mão direita apóia-se sobre o flanco afectado. Sem afrouxar a pressão exercida pela mão palpadora, manda-se o paciente inspirar profundamente. Em caso de dor, o paciente interrompe o movimento respiratório e realiza um padrão respiratório do tipo Kussmaul, ao mesmo tempo em que reclama da palpação dolorosa.  
Este sinal recebe o nome do médico norte-americano que o descreveu: John Benjamin Murphy (1857-1916)